# Sanyōonoda

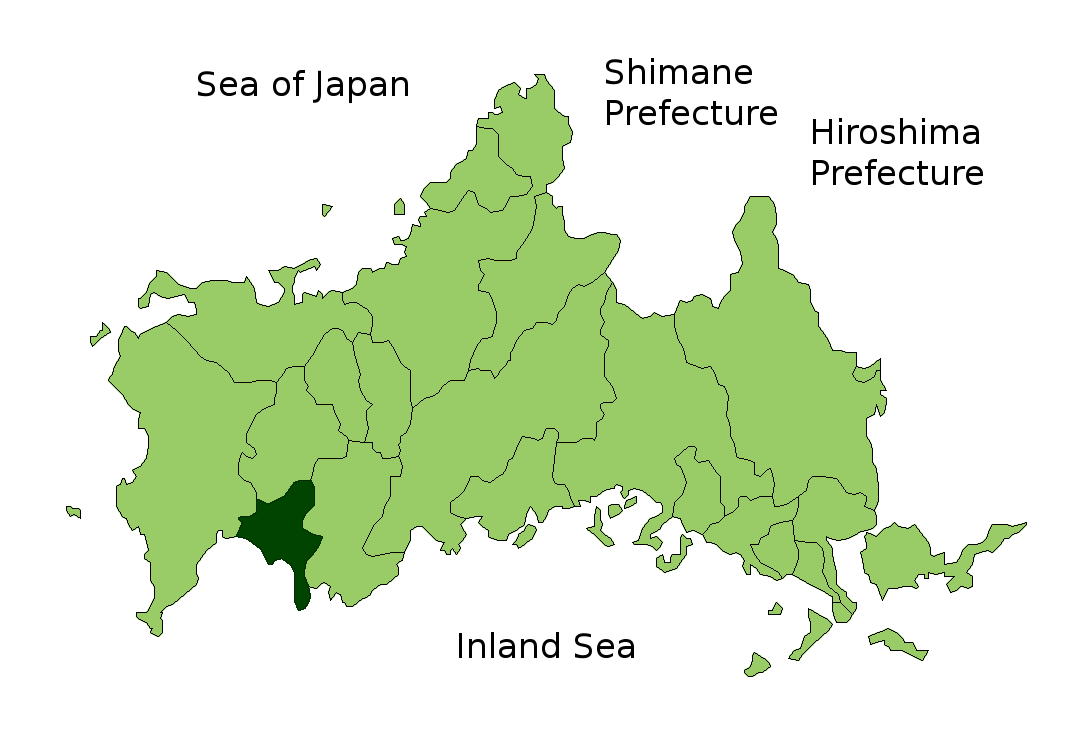

Sanyōonoda (山陽小野田市 Sanyōonoda-shi?) este un municipiu din Japonia, prefectura Yamaguchi.